# Megalibgwilia robusta
Megalibgwilia robusta — вид вимерлих істот родини Єхиднових, найдавніший вид цієї родини. Скам'янілості M. robusta були знайдені тільки в штаті Новий Південний Уельс.